# Мислаково
Мислаково (пол. Mysłakowo, нім. Meiselfeld) — село в Польщі, у гміні Тлухово Ліпновського повіту Куявсько-Поморського воєводства.
Населення — 93 особи (2011).
У 1975-1998 роках село належало до Влоцлавського воєводства.

## Демографія
Демографічна структура станом на 31 березня 2011 року:
|          | Загалом | Допрацездатний вік | Працездатний вік | Постпрацездатний вік |
| -------- | ------- | ------------------ | ---------------- | -------------------- |
| Чоловіки | 50      | 13                 | 31               | 6                    |
| Жінки    | 43      | 9                  | 23               | 11                   |
| Разом    | 93      | 22                 | 54               | 17                   |